# Saint-Santin
Saint-Santin – miejscowość i gmina we Francji, w regionie Oksytania, w departamencie Aveyron. W 2013 roku populacja gminy wynosiła 563 mieszkańców. Przez teren gminy przepływa rzeka Lot. 